# Бывшев, Василий Михайлович
Василий Михайлович Бывшев (18 февраля 1922, деревня Старово, Тверская губерния — 5 апреля 1998, Санкт-Петербург) — советский и российский шахматист, мастер спорта СССР (1949), заслуженный тренер РСФСР (1972).

## Биография
По образованию — юрист.
Участник Великой Отечественной войны, младший лейтенант, служил в 176-м и 1802-м зенитном артиллерийском полку.
Участник трёх чемпионатов СССР, 14 чемпионатов Ленинграда.
В составе сборной Ленинграда победитель 3-го Первенства СССР между командами союзных республик (1953, играл на 3-й доске и завоевал серебряную медаль в индивидуальном зачёте) и серебряный призёр 4-го Первенства (1955).
Чемпион ДСО «Наука» (1952) и «Буревестник» (1961).
Участник 3-х командных кубков СССР в составе ДСО «Наука»: 1952 (выступал на 1-й доске, выиграл серебряную медаль в команде) и 1954 (выиграл 2 серебряные медали — в команде и в индивидуальном зачёте), а также ДСО «Буревестник»: 1961 (выиграл 2 медали — золотую в команде и серебряную в индивидуальном зачёте).
В период с 1952 по 1998 работал тренером, среди его учеников — Ирина Левитина, Александр Халифман, Евгений Соложенкин, Владислав Воротников.

## Основные спортивные результаты
| Год  | Турнир                    | Результат | Место |
| ---- | ------------------------- | --------- | ----- |
| 1948 | 22-й чемпионат Ленинграда | 3 из 17   | 18    |
| 1952 | 25-й чемпионат Ленинграда | 7 из 13   | 5—7   |
|      | 20-й чемпионат СССР       | 9 из 19   | 12—13 |
| 1953 | 26-й чемпионат Ленинграда | 6 из 13   | 7     |
| 1954 | 21-й чемпионат СССР       | 9½ из 19  | 10—11 |
|      | 27-й чемпионат Ленинграда | 7½ из 12  | 4     |
| 1955 | 28-й чемпионат Ленинграда | 10½ из 19 | 6—8   |
| 1956 | 23-й чемпионат СССР       | 7½ из 17  | 11—12 |
|      | 29-й чемпионат Ленинграда | 9 из 16   | 6—7   |
| 1957 | 30-й чемпионат Ленинграда | 9 из 18   | 8—10  |
| 1958 | 31-й чемпионат Ленинграда | 9 из 17   | 7—8   |
| 1959 | 32-й чемпионат Ленинграда | 8 из 17   | 12—13 |
| 1960 | 33-й чемпионат Ленинграда | 7½ из 17  | 11—13 |
| 1961 | 34-й чемпионат Ленинграда | 9 из 18   | 11—12 |
| 1962 | 35-й чемпионат Ленинграда | 7½ из 13  | 3—5   |
| 1963 | 36-й чемпионат Ленинграда | 6½ из 13  | 7—9   |
| 1968 | 41-й чемпионат Ленинграда | 7 из 17   | 12—13 |

## Награды
- орден Отечественной войны II степени (6.4.1985)[1]
- медаль «За оборону Москвы» (30.11.1944)[3].